# جامع ومدرسة الأشرفية
جامع ومدرسة الأشرفية أحد مساجد مدينة تعز التاريخية ويقع على سفح جبل صبر في الطرف الجنوبي الغربي من المدينة، في تعز في حي يحمل أسمها حي الأشرفية،  بناه السلطان الأشرف إسماعيل بن العباس في حوالي عام 696 هـ وأفتتح في السنة التي توفي فيها 803 هـ، وهو أحد سلاطين الدولة الرسولية،  وهو من أهم المدراس الدينية في تاريخ اليمن الإسلامي يضم المسجد إضافة إلى قاعة الصلاة، مدرسة وأضرحة عدد من ملوك الدولة الرسولية.

## وصف المسجد
يقع بيت الصلاة في المدرسة بالناحية الشمالية منها، ويشغل هذا الجزء الأساسي مساحة مستطيلة طولها من الشرق إلى الغرب 25,40م وعرضها من الشمال إلى الجنوب 7,65م.
وتغطي المساحة الوسطى من بيت الصلاة قبة شاهقة متخمة بالزخارف الملونة، ويكتنف مربع القبة من الناحيتين الشرقية والغريبة جناحان، كل منهما مغطى بأربع قباب صغيرة، وترتكز القباب كلها على اثني عشر عقدا من العقود ذات المراكز الأربعة، بينما تنطلق هذه العقود من اربع دعامات ضخمة تتوسط بيت الصلاة.

## المدرسة
شيدت المدرسة الأشرفية بمادتي الحجر والجص وكانت تعد من أهم مراكز تعليم المذهب الشافعي، ويوجد في المدرسة مكتبة بها عدد من الكتب في كل الفنون.
ولها أربعة مداخل، كتب أعلى مدخلها الرئيسي من الجهة الجنوبية:

## صور

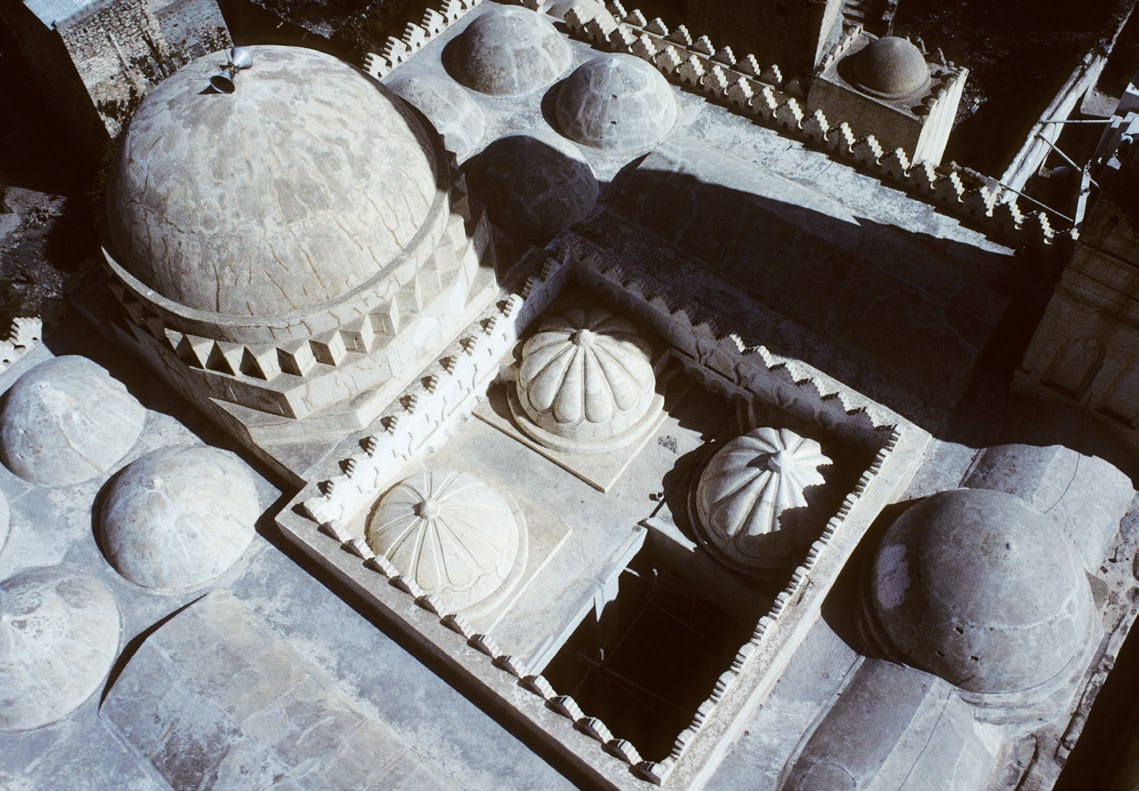
قباب مسجد الأشرفية.
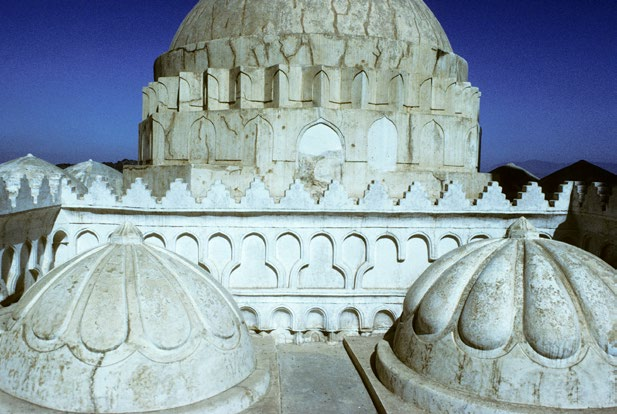
ثلاث من قباب مسجد الأشرفية
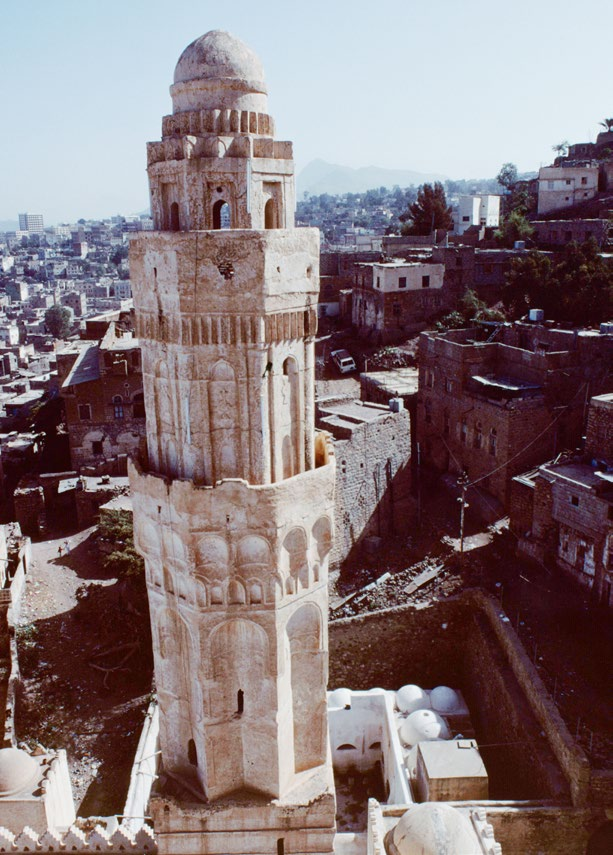
منارة مسجد الأشرفية
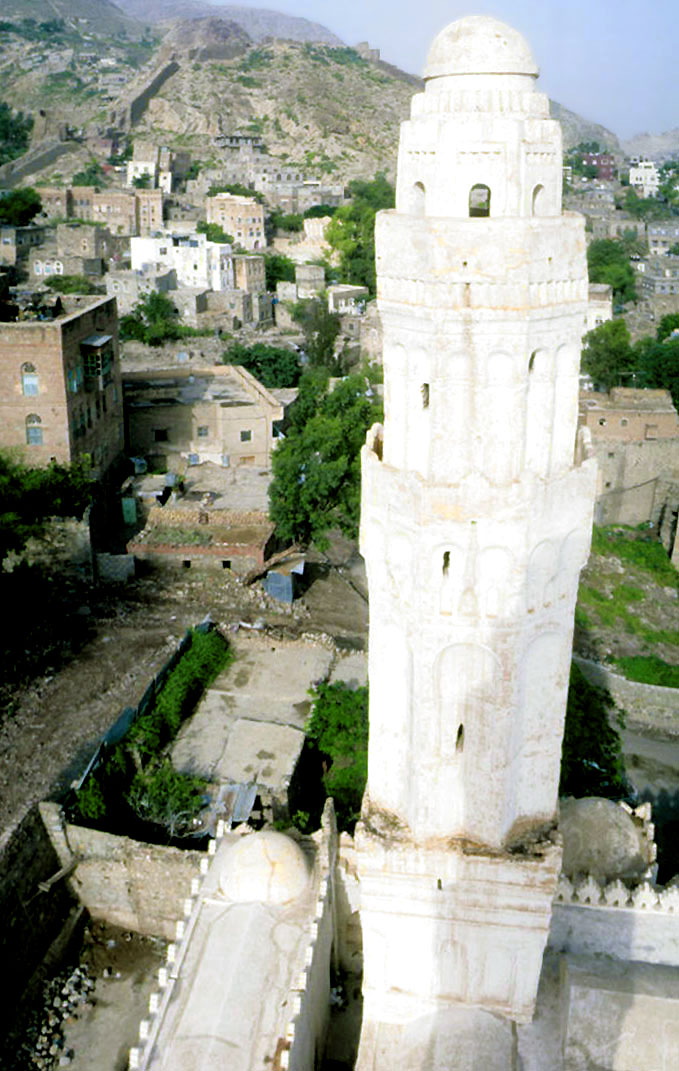
منارة مسجد الأشرفية 1987
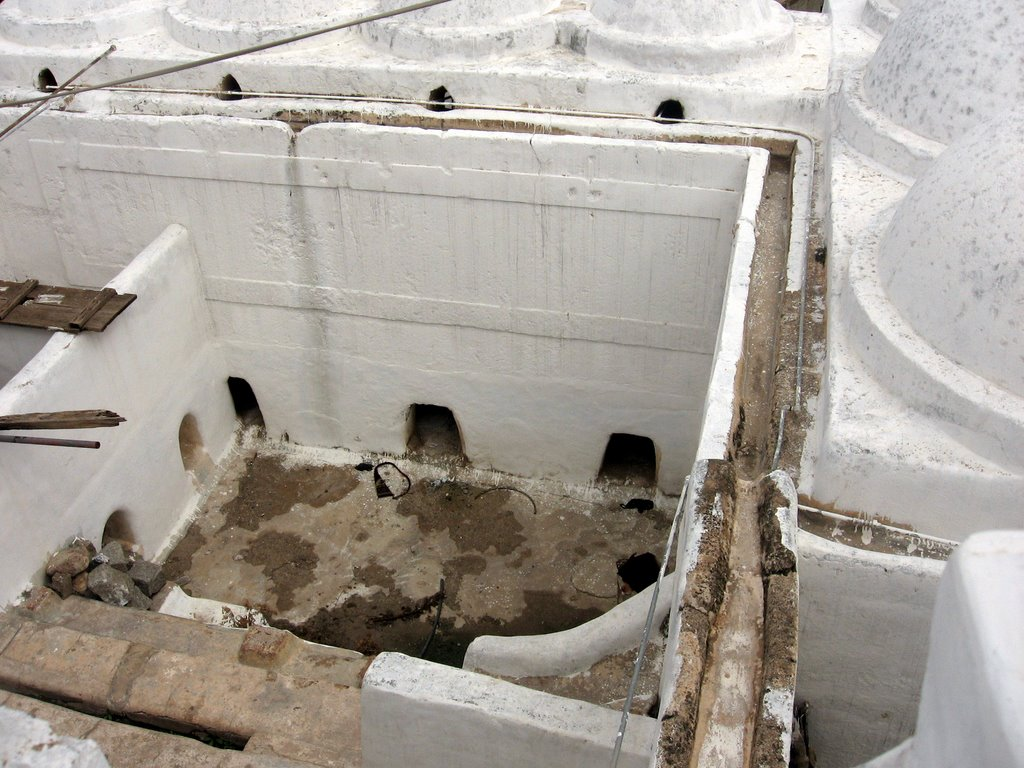
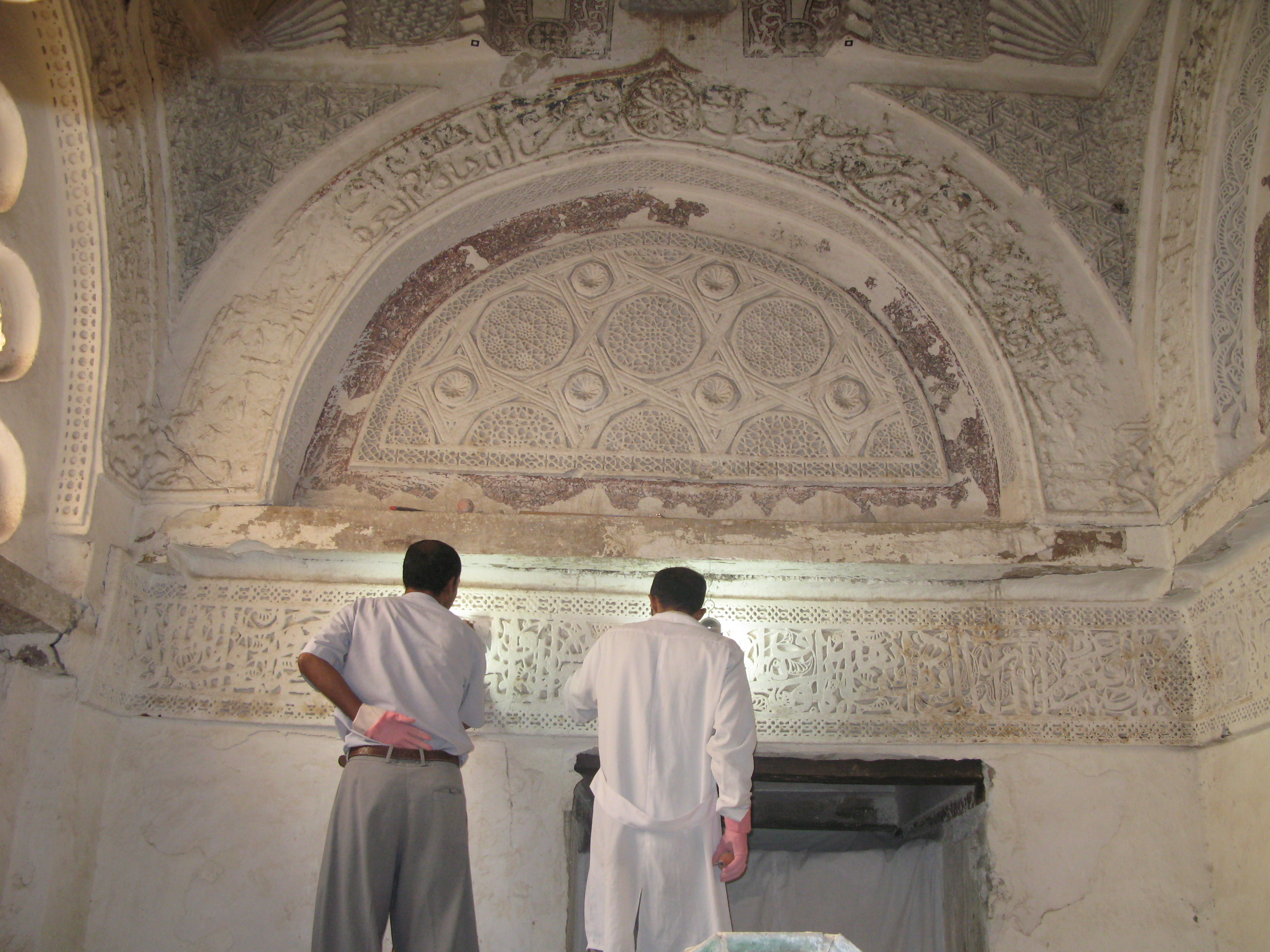
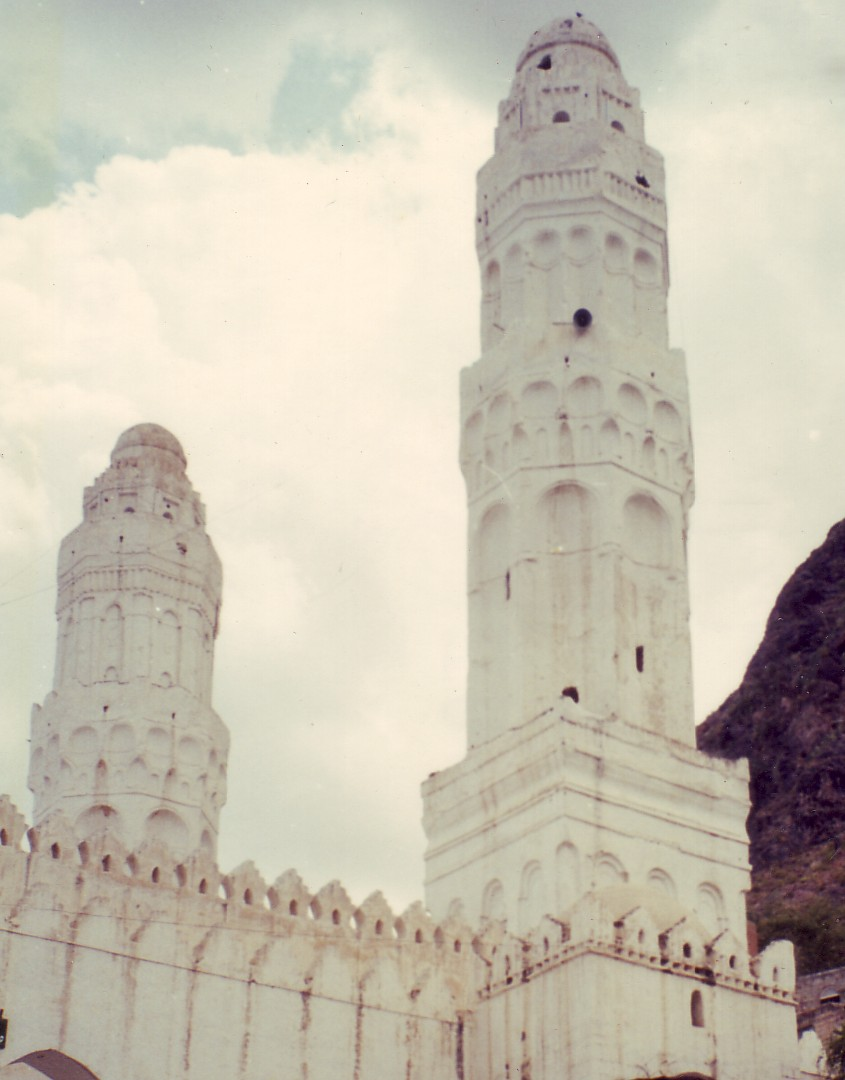
مئذنتين مسجد الأشرفية - تعز اليمن